# Національна футбольна конференція — дивізіон західний
Західний дивізіон Національної Футбольної Конференції (англ. NFC West) — один з чотирьох дивізіонів Національної футбольної конференції Національної футбольної ліги (НФЛ). Зараз налічує чотири команди — Аризона Кардиналс, Лос-Анджелес Ремз, Сан-Франциско Фортинайнерс та Сіетл Сігокс.

## Історія
Дивізіон сформовано 1967 року як Узбережний дивізіон НФЛ (англійською Coastal. Ключовим було бажання об'єднати усі команди, назви яких починалися на англійську літеру С. Команди дивізіону тяжіли до протилежних узбережь, що спричиняло тривалі перельоти суперників. Першочергово там було чотири команди: Атланта Фалконс, Балтимор Колтс, Лос-Анджелес Ремз та Сан-Франциско Фортинайнерс. Останні представляли західне узбережжя США. Команда з Балтимора домінувала у розіграші. Атланта Фалконс долучилися до дивізіону замість планованої експансивної команди Нью-Орлінс Сейнтс, хоча і була значно східніше і мала б увійти до Східного дивізіону з п'яти команд — Ковбойс, Кардиналс, Сентс, Браунс і Стілерс.
Після злиття АФЛ і НФЛ 1970 його перейменували на НФК Захід. Балтимор Колтс перебралися до АФК Сходу. Їх замінили на Сейнтс, які мали досвід виступів у Столичному дивізіоні протягом 1966—1967 та Дивізіоні століття 1968. 1976 року один сезон грала нова команда Сіетл Сіхокс (вони не грали проти суперників діапазону, зате грали з 13 іншими командами конференції та ще однією експансивною командою Тампа-Бей Баккенірс). Далі вони виступали у західному дивізіоні АФК. Склад дивізіону лишався незмінним до 1995 року, коли сюди приєдналася команда Кароліна Пантерс. Згодом Ремз переїхали до Сент-Луїса та зробили дивізіон неоднорідним географічно. Десять команд локалізувалися західніше Атланти, а 12 — західніше Шарлотт. Винятки — Редскінс, Іглс та Джаянтс.
Переналаштування 2002 року докорінно змінило вигляд дівізону: Фалконс, Пантерс та Сейнтс перейшли до південного дивізіону конференції, Кардиналс повернулися додому зі сходу, а Сіхокс з Американської конференції. Ремз та Фортинайнерс залишилися у дивізіоні та зберегли історичне суперництво, що тягнеться з 1950 року. Команда з Сент-Луїса досі лишалася єдиною командою, що розташовувалася на схід від Скелястих гір. Переналаштування змінило орієнтир на річку Міссісіпі. Після повернення Ремз до Лос-Анджелеса усі команди знову обмежилися заходом від Скелястих гір уперше в історії. Більшість команд грають за тихоокеанським часом. Лише Аризона Кардиналс не застосовує перехід на літній час як мінімум до 2027 року. З 2016 року Фортинайнерс та Сіхокс жодного разу не зустрічалися з суперниками по дивізіону на східному боці Скелястих гір.
Дивізіон NFC West став другим з часу переналаштування у 2002 році після південного дивізіону, кожна команда якого змагалася за чемпіонство конференції: Лос-Анджелес Ремз (2018 та 2021), Аризона (2008 та 2015), Сан-Франциско (2011, 2012, 2013, 2019 та 2021), Сіетл Сіхокс (2005, 2013 та 2014). Також він один з двох дивізіонів, кожна команда якого ставала чемпіоном дивізіону тричі. Також усі команди дивізіону брали участь у Супер Боулі мінімум раз з 2002 року. Такий же успіх мали і учасники Південного дивізіону: Аризона (2008, Лос-Анджелес Ремз (2018, 2021), Сан-Франциско Фортинайнерс (2012, 2019, Сіетл (2005, 2013, 2014). Станом на 2021 рік, західний дивізіон Національної футбольної конференції став єдиним дивізіоном конференції, жодна з команд якого не дійшла до Супер Боулу в рік старту плей-офф з раунду вайлд кард. Такі ж результати характерні для Південного та Східного дивізіонів Американської футбольної конференції.
У 2010 році дивізіон отримав чемпіона з негативним підсумком у сезоні Сіетл Сіхокс виграли дивізіон з показником 7-9. 2014 року Кароліна Пантерс зайняла перше місце Південного сезону конференції з показником 7-8-1. Вашингтонська футбольна команда зіграла так 2020 року, здобувши 7 перемог. 2002 року Тампа-Бей Бакінерс перемогла на півдні конференції з показником 8 перемог та 9 поразок.
Станом на кінець сезону 2022 року, дивізіон очолюють Фортинайнерс з п'ятьма титулами Супер Боулу (показник 457-368-4) та Ремз з п'ятьма появами у фіналах і показником 414-409-5, далі йдуть Сіетл Сігокс (198-155-1) та молодший учасник Аризона Кардиналс (150-188-2). При цьому найкращим відсоток перемог зафіксований у Сіетл Сіхокс.

## Склад дивізіону
Наведіть курсор на рік для відображення переможця дивізіону або володаря Супербоула 
| |                   |                   |                   |                   |                   |                   |                   |                   |                   |                   |                   |                   |                   |                   |                   |                   |                   |                   |                   |                   |                   |                   |                   |                   |                   |                   |                   |                   |                   |                   |                   |                   |                   |                   |  |  |  |  |  |  |  |  |  |  |  |  |  |  |  |  |  |  |
| Атланта Фалконс |                   |                   |                   |                   |                   |                   |                   |                   |                   |                   |                   |                   |                   |                   |                   |                   |                   |                   |                   |                   |                   |                   |                   |                   |                   |                   |                   |                   |                   |                   |                   |                   |                   |                   |  |  |  |  |  |  |  |  |  |  |  |  |  |  |  |  |  |  |
| Лос-Анджелес Ремз | Лос-Анджелес Ремз | Лос-Анджелес Ремз | Лос-Анджелес Ремз | Лос-Анджелес Ремз | Лос-Анджелес Ремз | Лос-Анджелес Ремз | Лос-Анджелес Ремз | Лос-Анджелес Ремз | Лос-Анджелес Ремз | Лос-Анджелес Ремз | Лос-Анджелес Ремз | Лос-Анджелес Ремз | Лос-Анджелес Ремз | Лос-Анджелес Ремз | Лос-Анджелес Ремз | Лос-Анджелес Ремз | Лос-Анджелес Ремз | Лос-Анджелес Ремз | Лос-Анджелес Ремз | Лос-Анджелес Ремз | Лос-Анджелес Ремз | Лос-Анджелес Ремз | Лос-Анджелес Ремз | Лос-Анджелес Ремз | Лос-Анджелес Ремз | Лос-Анджелес Ремз | Лос-Анджелес Ремз | Сент-Луїс Ремз    | Сент-Луїс Ремз    | Сент-Луїс Ремз    | Сент-Луїс Ремз    | Сент-Луїс Ремз    | Сент-Луїс Ремз    | Сент-Луїс Ремз    |  |  |  |  |  |  |  |  |  |  |  |  |  |  |  |  |  |  |
| Балтимор Колтс | Балтимор Колтс    | Балтимор Колтс    | Нью-Орлінс Сейнтс | Нью-Орлінс Сейнтс | Нью-Орлінс Сейнтс | Нью-Орлінс Сейнтс | Нью-Орлінс Сейнтс | Нью-Орлінс Сейнтс | Нью-Орлінс Сейнтс | Нью-Орлінс Сейнтс | Нью-Орлінс Сейнтс | Нью-Орлінс Сейнтс | Нью-Орлінс Сейнтс | Нью-Орлінс Сейнтс | Нью-Орлінс Сейнтс | Нью-Орлінс Сейнтс | Нью-Орлінс Сейнтс | Нью-Орлінс Сейнтс | Нью-Орлінс Сейнтс | Нью-Орлінс Сейнтс | Нью-Орлінс Сейнтс | Нью-Орлінс Сейнтс | Нью-Орлінс Сейнтс | Нью-Орлінс Сейнтс | Нью-Орлінс Сейнтс | Нью-Орлінс Сейнтс | Нью-Орлінс Сейнтс | Нью-Орлінс Сейнтс | Нью-Орлінс Сейнтс | Нью-Орлінс Сейнтс | Нью-Орлінс Сейнтс | Нью-Орлінс Сейнтс | Нью-Орлінс Сейнтс | Нью-Орлінс Сейнтс |  |  |  |  |  |  |  |  |  |  |  |  |  |  |  |  |  |  |
| Сан-Франциско Фортинайнерс |                   |                   |                   |                   |                   |                   |                   |                   |                   |                   |                   |                   |                   |                   |                   |                   |                   |                   |                   |                   |                   |                   |                   |                   |                   |                   |                   |                   |                   |                   |                   |                   |                   |                   |  |  |  |  |  |  |  |  |  |  |  |  |  |  |  |  |  |  |
| |                   |                   |                   |                   |                   |                   |                   |                   | Сіетл Сігокс      |                   |                   |                   |                   |                   |                   |                   |                   |                   |                   |                   |                   |                   |                   |                   |                   |                   |                   | Кароліна Пантерс  | Кароліна Пантерс  | Кароліна Пантерс  | Кароліна Пантерс  | Кароліна Пантерс  | Кароліна Пантерс  | Кароліна Пантерс  |  |  |  |  |  |  |  |  |  |  |  |  |  |  |  |  |  |  |
| Національна футбольна конференція — дивізіон західний[E]                                                                                       |                   |                   |                   |                   |                   |                   |                   |                   |                   |                   |                   |                   |                   |                   |                   |                   |                   |                   |                   |                   |                   |                   |                   |                   |                   |                   |                   |                   |                   |                   |                   |                   |                   |                   |  |  |  |  |  |  |  |  |  |  |  |  |  |  |  |  |  |  |
| 2000-ні |                   |                   |                   |                   |                   |                   |                   |                   |                   |                   |                   |                   |                   |                   |                   |                   |                   |                   |                   |                   |                   |                   |                   |                   |                   |                   |                   |                   |                   |                   |                   |                   |                   |                   |  |  |  |  |  |  |  |  |  |  |  |  |  |  |  |  |  |  |
| 02 | 03                | 04                | 05                | 06                | 07                | 08                | 09                | 10                | 11                | 12                | 13                | 14                | 15                | 16[F]             | 17                | 18                | 19                | 20                | 21                | 22                |                   |                   |                   |                   |                   |                   |                   |                   |                   |                   |                   |                   |                   |                   |  |  |  |  |  |  |  |  |  |  |  |  |  |  |  |  |  |  |
| |                   |                   |                   |                   |                   |                   |                   |                   |                   |                   |                   |                   |                   |                   |                   |                   |                   |                   |                   |                   |                   |                   |                   |                   |                   |                   |                   |                   |                   |                   |                   |                   |                   |                   |  |  |  |  |  |  |  |  |  |  |  |  |  |  |  |  |  |  |
| Аризона Кардиналс |                   |                   |                   |                   |                   |                   |                   |                   |                   |                   |                   |                   |                   |                   |                   |                   |                   |                   |                   |                   |                   |                   |                   |                   |                   |                   |                   |                   |                   |                   |                   |                   |                   |                   |  |  |  |  |  |  |  |  |  |  |  |  |  |  |  |  |  |  |
| Сент-Луїс Ремз | Сент-Луїс Ремз    | Сент-Луїс Ремз    | Сент-Луїс Ремз    | Сент-Луїс Ремз    | Сент-Луїс Ремз    | Сент-Луїс Ремз    | Сент-Луїс Ремз    | Сент-Луїс Ремз    | Сент-Луїс Ремз    | Сент-Луїс Ремз    | Сент-Луїс Ремз    | Сент-Луїс Ремз    | Сент-Луїс Ремз    | Лос-Анджелес Ремз | Лос-Анджелес Ремз | Лос-Анджелес Ремз | Лос-Анджелес Ремз | Лос-Анджелес Ремз | Лос-Анджелес Ремз | Лос-Анджелес Ремз |                   |                   |                   |                   |                   |                   |                   |                   |                   |                   |                   |                   |                   |                   |  |  |  |  |  |  |  |  |  |  |  |  |  |  |  |  |  |  |
| Сан-Франциско Фортинайнерс |                   |                   |                   |                   |                   |                   |                   |                   |                   |                   |                   |                   |                   |                   |                   |                   |                   |                   |                   |                   |                   |                   |                   |                   |                   |                   |                   |                   |                   |                   |                   |                   |                   |                   |  |  |  |  |  |  |  |  |  |  |  |  |  |  |  |  |  |  |
| Сіетл Сігокс |                   |                   |                   |                   |                   |                   |                   |                   |                   |                   |                   |                   |                   |                   |                   |                   |                   |                   |                   |                   |                   |                   |                   |                   |                   |                   |                   |                   |                   |                   |                   |                   |                   |                   |  |  |  |  |  |  |  |  |  |  |  |  |  |  |  |  |  |  |
| Не в діапазоні Дивізіон виграв Супер Боул Дивізіон виграв чемпіонський титул конференції Дивізіон виграв чемпіонат НФЛ, програв Супер Боул III |                   |                   |                   |                   |                   |                   |                   |                   |                   |                   |                   |                   |                   |                   |                   |                   |                   |                   |                   |                   |                   |                   |                   |                   |                   |                   |                   |                   |                   |                   |                   |                   |                   |                   |  |  |  |  |  |  |  |  |  |  |  |  |  |  |  |  |  |  |

A Західна Конференція розділилася на два дивізіони — Узбережний і Центральний. Атланта переїхала сюди зі Східної конференції. Узбережний дивізіон склали Балтимор, Сан-Франциско та Лос-Анджелес
B Узбережний дивізіон отримав сучасну назву. Балтимор перейшов до АФК Схід. Нью-Орлінс доєдналися зі Столичного дивізіону.
C Сіетл отримав франшизу 1976 року. У 1977 році команда перейшла до Американської футбольної конференції.
D У цьому році Кароліна отримала франшизу. Ремз переїхали до Сент-Луїса.
E З 2002 року НФЛ переформатували на 8 дивізіонів. Повернення Сіетла. Аризона повернулася зі східного дивізіону. Атланта, Нью-Орлінс та Кароліна увійшли до новоствореного НФК Південь.
F Перед сезоном 2016 Ремз переїхали до Лос-Анджелеса.

## Чемпіони дивізіону
| Сезон      | Команда                         | Підсумок сезону | Результати плейофф |
| ---------- | ------------------------------- | --------------- | --- |
| Узбережний |                                 |                 | |
| 1967       | Лос-Анджелес Ремз (1)           | 11–1–2          | Поразка Плей-офф конференції (гостьова Пекерс) 7–28 |
| 1968       | Балтимор Колтс (1)              | 13–1            | Перемога Фінал конференції (Вайкінгс) 24–14 Перемога Фінал (Браунс) 34–0 Поразка Супер Боул III (Джетс) 7–16                                                     |
| 1969       | Лос-Анджелес Ремз (2)           | 11–3            | Поразка Фінал конференції (гостьова Вайкінгс) 20–23 |
| НФК Захід  |                                 |                 | |
| 1970       | Сан-Франциско Фортинайнерс (1)  | 10–3–1          | Перемога Дивізіонний раунд (гостьова Вайкінгс) 17–14 Поразка Фінал конференції (Ковбойс) 10–17                                                                   |
| 1971       | Сан-Франциско Фортинайнерс (2)  | 9–5             | Перемога Дивізіонний раунд (Редскінз) 24–20 Поразка Фінал конференції (гостьова Ковбойс) 3–14                                                                    |
| 1972       | Сан-Франциско Фортинайнерс (3)  | 8–5–1           | Поразка Дивізіонний раунд (Ковбойс) 28–30 |
| 1973       | Лос-Анджелес Ремз (3)           | 12–2            | Поразка Дивізіонний раунд (гостьова Ковбойс) 16–27 |
| 1974       | Лос-Анджелес Ремз (4)           | 10–4            | Перемога Дивізіонний раунд (Редскінз) 19–10 Поразка Фінал конференції (гостьова Вайкінгс) 10–14                                                                  |
| 1975       | Лос-Анджелес Ремз (5)           | 12–2            | Перемога Дивізіонний раунд (Кардиналс) 35–23 Поразка Фінал конференції (Ковбойс) 7–37                                                                            |
| 1976       | Лос-Анджелес Ремз (6)           | 10–3–1          | Перемога Дивізіонний раунд (гостьова Ковбойс) 14–12 Поразка Фінал (гостьова Вайкінгс) 13–24                                                                      |
| 1977       | Лос-Анджелес Ремз (7)           | 10–4            | Поразка Дивізіонний раунд (Вайкінгс) 7–14 |
| 1978       | Лос-Анджелес Ремз (8)           | 12–4            | Перемога Дивізіонний раунд (Вайкінгс) 34–10 Поразка Фінал конференції (Ковбойс) 0–28                                                                             |
| 1979       | Лос-Анджелес Ремз (9)           | 9–7             | Перемога Дивізіонний раунд (гостьова Ковбойс) 21–19 Перемога Фінал конференції (гостьова Баккінерс) 9–0 Поразка Супер Боул XIV (проти Стілерс) 19–31             |
| 1980       | Атланта Фалконс (1)             | 12–4            | Поразка Дивізіонний раунд (Ковбойс) 27–30 |
| 1981       | Сан-Франциско Фортинайнерс (4)  | 13–3            | Перемога Дивізіонний раунд (Джаянтс) 38–24 Перемога Фінал конференції (Ковбойс) 28–27 Перемога Супер Боул XVI (проти Бенгалс) 26–21                              |
| 1982*      | Атланта Фалконс*                | 5–4             | Поразка Перший раунд (гостьова Вайкінгс) 24–30 |
| 1983       | Сан-Франциско Фортинайнерс (5)  | 10–6            | Перемога Дивізіонний раунд (Лайонс) 24–23 Поразка Фінал конференції (гостьова Редскінз) 21–24                                                                    |
| 1984       | Сан-Франциско Фортинайнерс (6)  | 15–1            | Перемога Дивізіонний раунд (Джаянтс) 21–10 Перемога Фінал конференції (Берс) 23–0 Перемога Супер Боул XIX (проти Долфінс) 38–16                                  |
| 1985       | Лос-Анджелес Ремз (10)          | 11–5            | Перемога Дивізіонний раунд (Ковбойс) 20–0 Поразка Фінал конференції (гостьова Берс) 0–24                                                                         |
| 1986       | Сан-Франциско Фортинайнерс (7)  | 10–5–1          | Поразка Дивізіонний раунд (гостьова Джаянтс) 3–49 |
| 1987       | Сан-Франциско Фортинайнерс (8)  | 13–2            | Поразка Дивізіонний раунд (Вайкінгс) 24–36 |
| 1988       | Сан-Франциско Фортинайнерс (9)  | 10–6            | Перемога Дивізіонний раунд (Вайкінгс) 34–9 Перемога Фінал конференції (гостьова Берс) 28–3 Перемога Супер Боул XXIII (проти Бенгалс) 20–16                       |
| 1989       | Сан-Франциско Фортинайнерс (10) | 14–2            | Перемога Дивізіонний раунд (Вайкінгс) 41–13 Перемога Фінал (Ремз) 30–3 Перемога Супер Боул XXIV (vs. Бронкос) 55–10                                              |
| 1990       | Сан-Франциско Фортинайнерс (11) | 14–2            | Перемога Дивізіонний раунд (Redskins) 28–10 Поразка Фінал конференції (Джаянтс) 13–15                                                                            |
| 1991       | Нью-Орлінс Сейнтс (1)           | 11–5            | Поразка Раунд Вайлд Кард (Фалконс) 20–27 |
| 1992       | Сан-Франциско Фортинайнерс (12) | 14–2            | Перемога Дивізіонний раунд (Редскінз) 20–13 Поразка Фінал конференції (Ковбойс) 20–30                                                                            |
| 1993       | Сан-Франциско Фортинайнерс (13) | 10–6            | Перемога Дивізіонний раунд (Джаянтс) 44–3 Поразка Фінал конференції (гостьова Ковбойс) 21–38                                                                     |
| 1994       | Сан-Франциско Фортинайнерс (14) | 13–3            | Перемога Дивізіонний раунд (Берс) 44–15 Перемога Фінал конференції (ковбойс) 38–28 Перемога Супер Боул XXIX (проти чарджерс) 49–26                               |
| 1995       | Сан-Франциско Фортинайнерс (15) | 11–5            | Поразка Дивізіонний раунд (Пекерс) 17–27 |
| 1996       | Кароліна Пантерс (1)            | 12–4            | Перемога Дивізіонний раунд (Ковбойс) 26–17 Поразка Фінал (гостьова Пекерс) 13–30                                                                                 |
| 1997       | Сан-Франциско Фортинайнерс (16) | 13–3            | Перемога Дивізіонний раунд (Вайкінгс) 38–22 Поразка Фінал конференції (Пекерс) 10–23                                                                             |
| 1998       | Атланта Фалконс (2)             | 14–2            | Перемога Дивізіонний раунд (Фортинайнерс) 20–18 Перемога Фінал (гостьова Вайкінгс) 30–27 (OT) Поразка Супер Боул XXXIII (проти Бронкос) 19–34                    |
| 1999       | Сент-Луїс Ремз (11)             | 13–3            | Перемога Дивізіонний раунд (Вайкінгс) 49-37 Перемога Фінал конференції (Баккінерс) 11–6 Перемога Супер Боул XXXIV (проти Titans) 23–16                           |
| 2000       | Нью-Орлінс Сейнтс (2)           | 10–6            | Перемога Раунд Вайлд Кард (Ремз) 31–28 Поразка Дивізіонний раунд (гостьова Вайкінгс) 16–34                                                                       |
| 2001       | Сент-Луїс Ремз (12)             | 14–2            | Перемога Дивізіонний раунд (Пекерс) 45–17 Перемога Фінал конференції (Іглс) 29–24 Поразка Супер Боул XXXVI (проти Сезон Нью-Інгленд Петріотс 2001Петріотс) 17–20 |

У 2001 році Атланта Фалконс, Кароліна Пантерс і Нью-Орлеанс Сейнтс залишили дивізіон для формування новоствореного південного дивізіону. До Сан-Франциско Фортинайнерс та Сент-Луїс Ремз долучилися Аризона Кардиналс (зі східного дивізіону конференції) та Сіетл Сігокс з заходу Американської конференції. Напередодні сезону 2016 Ремз повернулися до Лос-Анджелеса.
| Сезон     | Команда                         | Результат сезону | Результат плей-офф |
| --------- | ------------------------------- | ---------------- | --- |
| НФК Захід |                                 |                  | |
| 2002      | Сан-Франциско Фортинайнерс (17) | 10–6             | Перемога Раунд Вайлд Кард (Джаянтс) 39–38 Поразка Дивізіонний раунд (гостьова Баккенірс) 6–31                                                                                                  |
| 2003      | Сент-Луїс Ремз (13)             | 12–4             | Поразка Дивізіонний раунд (Пантерс) 23–29 (2OT) |
| 2004      | Сіетл Сігокс (1)                | 9–7              | Поразка Раунд Вайлд Кард (Ремз) 20–27 |
| 2005      | Cstnk Csujrc (2)                | 13–3             | Перемога Дивізіонний раунд (Redskins) 20–10 Перемога NFC Championship (Пантерс) 34–14 Поразка Супер Боул XL (проти Стілерс) 10–21                                                              |
| 2006      | Сіетл Сігокс (3)                | 9–7              | Перемога Раунд Вайлд Кард (Ковбойс) 21–20 Поразка Дивізіонний раунд гостьова Берс) 24–27 (OT)                                                                                                  |
| 2007      | Сіетл Сігокс (4)                | 10–6             | Перемога Раунд Вайлд Кард (Редскінз) 35–14 Поразка Дивізіонний раунд (гостьова Пекерс) 20–42                                                                                                   |
| 2008      | Аризона Кардиналс (1)           | 9–7              | Перемога Раунд Вайлд Кард (Фалконс) 30–24 Перемога Дивізіонний раунд гостьова Пантерс) 33–13 Перемога Фінал конференції (Іглс) 32–25 Поразка Супер Боул XLIII (проти Стілерс) 23–27            |
| 2009      | Аризона Кардиналс (2)           | 10–6             | Перемога Раунд Вайлд Кард (Пекерс) 51–45 (OT) Поразка Дивізіонний раунд (гостьова Сейнтс) 14–45                                                                                                |
| 2010      | Сіетл Сігокс (5)                | 7–9              | Перемога Раунд Вайлд Кард (Сейнтс) 41–36 Поразка Дивізіонний раунд (гостьова Берс) 35–24 |
| 2011      | Сан-Франциско Фортинайнерс (18) | 13–3             | Перемога Дивізіонний раунд (Сейнтс) 36–32 Поразка Фінал конференції (Джаянтс) 17–20 (OT) |
| 2012      | Сан-Франциско Фортинайнерс (19) | 11–4–1           | Перемога Дивізіонний раунд (Пекерс) 45–31 Перемога Фінал конференції (гостьоваФалконс) 28–24 Поразка Супер Боул XLVII (проти Равенс) 31–34                                                     |
| 2013      | Сіетл Сігокс (6)                | 13–3             | Перемога Дивізіонний раунд (Сейнтс) 23–15 Перемога Фінал конференції (Фортинайнерс) 23–17 Перемога Супер Боул XLVIII (проти Бронкос) 43–8                                                      |
| 2014      | Сіетл Сігокс (7)                | 12–4             | Перемога Дивізіонний раунд (Пантерс) 31–17 Перемога Фінал конференції (Пекерс) 28–22 (OT) Поразка Супер Боул XLIX (проти Петріотс) 24–28                                                       |
| 2015      | Аризона Кардиналс (3)           | 13–3             | Перемога Дивізіонний раунд (Пекерс) 26–20 (OT) Поразка Фінал конференції (гостьова Пантерс) 15–49                                                                                              |
| 2016      | Сіетл Сігокс (8)                | 10–5–1           | Перемога Раунд Вайлд Кард (Лайонс) 26–6 Поразка Дивізіонний раунд (гостьова Фалконс) 20–36 |
| 2017      | Лос-Анджелес Ремз (14)          | 11–5             | Поразка Раунд Вайлд Кард (Фалконс) 13–26 |
| 2018      | Лос-Анджелес Ремз (15)          | 13–3             | Перемога Дивізіонний раунд (Ковбойс) 30–22 Перемога Фінал конференції (гостьова Сейнтс) 26–23 (OT) Поразка Супер Боул LIII (проти Петріотс) 3–13                                               |
| 2019      | Сан-Франциско Фортинайнерс (20) | 13–3             | Перемога Дивізіонний раунд (Вайкінгс) 27–10 Перемога Фінал конференції (Пекерс) 37–20 Поразка Супер Боул LIV (проти Чіфс) 20–31                                                                |
| 2020      | Сіетл Сігокс (9)                | 12–4             | Поразка Раунд Вайлд Кард (Ремз) 20–30 |
| 2021      | Лос-Анджелес Ремз (16)          | 12–5             | Перемога Раунд Вайлд Кард Кардиналс) 34–11 Перемога Дивізіонний раунд (гостьова Баккенірс) 30–27 Перемога Фінал конференції (Фортинайнерс) 20–17 Перемога Супер Боул LVI (проти Бенгалс) 23–20 |
| 2022      | Сан-Франциско Фортинайнерс (21) | 13–4             | Перемога Раунд Вайлд Кард (Сігокс) 41–23 Перемога Дивізіонний раунд (Ковбойс) 19–12 Поразка Фінал конференції (гостьова Іглс) 7-31                                                             |

* Страйк гравців НФЛ скоротив регулярний сезон до 9 ігор. Тому того року ліга провела плей-офф у спеціальному форматі без врахування дивізіонів. Атланта Фалконс набрали найкращий результат у дивізіоні.

## Кваліфікувалися через Вайлд Кард
| Сезон | Команда | Підсумок сезону | Результати плей-офф |
| ----- | --- | --------------- | --- |
| 1978  | Атланта Фалконс | 9–7             | Перемога Раунд Вайлд Кард (Іглс) 14–13 Поразка Дивізіонний раунд (гостьова Ковбойс) 20–27                                                                                       |
| 1980  | Лос-Анджелес Ремз | 11–5            | Поразка Раунд Вайлд Кард (гостьова Ковбойс) 13–34 |
| 1983  | [[Сезон Лос-Анджелес Ремз 1983\|{{color\|#FFCD00\|Лос-Анджелес Плей-офф НФЛ 1983-1984#Раунд Вайлд Кард\|Раунд Вайлд Кард]] ( гостьова Ковбойс) 24–17 Поразка Дивізіонний раунд ( гостьова Редскінз) 7–51 |                 | |
| 1984  | Лос-Анджелес Ремз | 10–6            | Поразка Раунд Вайлд Кард Джаянтс) 13–16 |
| 1985  | Сан-Франциско Фортинайнерс | 10–6            | Поразка Раунд Вайлд Кард (гостьова Джаянтс) 3–17 |
| 1986  | Los Angeles Rams | 10–6            | Поразка Раунд Вайлд Кард (гостьова Редскінз) 7–19 |
| 1987  | Нью-Орлінс Сейнтс | 12–3            | Поразка Раунд Вайлд Кард (Вайкінгс) 10–44 |
| 1988  | Лос-Анджелес Ремз | 10–6            | Поразка Раунд Вайлд Кард (гостьова Вайкінгс) 17–28 |
| 1989  | Лос-Анджелес Ремз | 11–5            | Перемога Раунд Вайлд Кард (гостьова Іглс) 21–7 Перемога Дивізіонний раунд (гостьова Джаянтс) 19–13 Поразка Фінал конференції (гостьова Фортинайнерс) 3–30                       |
| 1990  | Нью-Орлінс Сейнтс | 8–8             | Поразка Раунд Вайлд Кард (гостьова Берс) 6–16 |
| 1991  | Атланта Фалконс | 10–6            | Перемога Раунд Вайлд Кард (гостьова Сейнтс) 27–20 Поразка Дивізіонний раунд (гостьова Редскінз) 7–24                                                                            |
| 1992  | Нью-Орлінс Сейнтс | 12–4            | Поразка Раунд Вайлд Кард (Іглс) 20–36 |
| 1995  | Атланта Фалконс | 9–7             | Поразка Раунд Вайлд Кард (гостьова Пекерс) 20–37 |
| 1996  | Сан-Франциско Фортинайнерс | 12–4            | Перемога Раунд Вайлд Кард (Іглс) 14–0 Поразка Дивізіонний раунд (гостьова Пекерс) 14–35                                                                                         |
| 1998  | Сан-Франциско Фортинайнерс | 12–4            | Перемога Раунд Вайлд Кард (Пекерс) 30–27 Поразка Дивізіонний раунд (гостьова Фалконс) 18–20                                                                                     |
| 2000  | Сент-Луїс Ремз 2000 | 10–6            | Поразка Раунд Вайлд Кард (гостьова Сейнтс) 28–31 |
| 2001  | Сан-Франциско Фортинайнерс | 12–4            | Поразка Раунд Вайлд Кард (гостьова Пекерс) 15–25 |
| 2003  | Seattle Seahawks | 10–6            | Поразка Раунд Вайлд Кард (гостьова Пекерс) 27–33 (OT) |
| 2004  | Сент-Луїс Ремз | 8–8             | Перемога Раунд Вайлд Кард (гостьова Сігокс) 27–20 Поразка Дивізіонний раунд (гостьова Фалконс) 17–47                                                                            |
| 2012  | Сіетл Сігокс | 11–5            | Перемога Раунд Вайлд Кард (гостьова Redskins) 24–14 Поразка Дивізіонний раунд (гостьова Falcons) 28–30                                                                          |
| 2013  | Сан-Франциско Фортинайнерс | 12–4            | Перемога Раунд Вайлд Кард (гостьова Пекерс) 23–20 Перемога Дивізіонний раунд (гостьова Пантерс) 23–10 Поразка Фінал конференції (гостьова Сігокс) 17–23                         |
| 2014  | Аризона Кардиналс | 11–5            | Поразка Раунд Вайлд Кард (гостьова Пантерс) 16–27 |
| 2015  | Сіетл Сігокс 2015 | 10–6            | Перемога Раунд Вайлд Кард (гостьова Вайкінгс) 10–9 Поразка Дивізіонний раунд (гостьова Пантерс 2015) 24–31                                                                      |
| 2018  | Сіетл Сігокс | 10–6            | Поразка Раунд Вайлд Кард (гостьова Ковбойс) 22–24 |
| 2019  | Сіетл Сігокс | 11–5            | Перемога Раунд Вайлд Кард (гостьова Іглс) 17–9 Поразка Дивізіонний раунд (гостьова Пекерс) 23–28                                                                                |
| 2020  | Лос-Анджелес Ремз 2020 | 10–6            | Перемога Раунд Вайлд Кард (гостьова Сігокс) 30–20 Поразка Дивізіонний раунд (гостьова Пекерс) 18–32                                                                             |
| 2021  | Аризона Кардиналс | 11–6            | Поразка Раунд Вайлд Кард (гостьова Ремз) 11–34 |
| 2021  | Сан-Франциско Фортинайнерс | 10–7            | Перемога Раунд Вайлд Кард (гостьова Cowboys) 23–17 Перемога Дивізіонний раунд (гостьова Сезон Грін-Бей Пекерс 2021Пекерс) 13–10 Поразка Фінал конференції (гостьова Ремз) 17–20 |
| 2022  | Сіетл Сігокс | 9–8             | Поразка Раунд Вайлд Кард (гостьова Фортинайнерс) 23–41 |

* Страйк гравців у 1982 рокі скоротив регулярний сезон до 9 ігор. Як результат, ліга застосувала спеціальний плей-офф з 16 команд без урахування дивізіонних показників.

## Результати сезонів
| (#) | Позначає команду, яка виграла Супер Боул                                |
| (#) | Позначає команду, яка виграла конференцію/лігу, але програла Супер Боул |
| (#) | Позначає команду-учасника плей-офф                                      |

| - 1967: Утворено Узбережний дивізіон з чотирьох учасників. Балтимор Колтс, Лос-Анджелес Ремз та Сан-Франциско Фортинайнерс приєдналися зі Західного дивізіону, тоді як Атланта Фалконс долучилися зі Східного дивізіону                                                                                            |                            |                          |                          |                       |                   |
| Шаблон:Nfly | Лос-Анджелес[a] (11–1–2)   | Балтимор (11–1–2)        | Сан-Франциско (7–7)      | Атланта (1–12–1)      |                   |
| Шаблон:Nfly | Балтимор[b] (13–1)         | Лос-Анджелес (10–3–1)    | Сан-Франциско (7–6–1)    | Атланта (2–12)        |                   |
| Шаблон:Nfly | Лос-Анджелес (11–3)        | Балтимор (8–5–1)         | Атланта (6–8)            | Сан-Франциско (4–8–2) |                   |
| УThe Coastal Division became the NFC West.збережний дивізіон змінив назву на Західний дивізіон Національної футбольної конференції |                            |                          |                          |                       |                   |
| - 1970: Нью-Орлінс Сейнтс приєднався з Столичного дивізону. Балтимор Колтс покинули перейменований дивізіон та перейшли Американська футбольна конференція – дивізіон східний. |                            |                          |                          |                       |                   |
| Шаблон:Nfly | Сан-Франциско (10–3–1)     | Лос-Анджелес (9–4–1)     | Атланта (4–8–2)          | Нью-Орлінс (2–11–1)   |                   |
| Шаблон:Nfly | Сан-Франциско (9–5)        | Лос-Анджелес (8–5–1)     | Атланта (7–6–1)          | Нью-Орлінс (4–8–2)    |                   |
| Шаблон:Nfly | Сан-Франциско (8–5–1)      | Атланта (7–7)            | Лос-Анджелес (6–7–1)     | Нью-Орлінс (2–11–1)   |                   |
| Шаблон:Nfly | Лос-Анджелес (12–2)        | Атланта (9–5)            | Сан-Франциско (5–9)      | Нью-Орлінс (5–9)      |                   |
| Шаблон:Nfly | Лос-Анджелес (10–4)        | Сан-Франциско (6–8)      | Нью-Орлінс (5–9)         | Атланта (3–11)        |                   |
| Шаблон:Nfly | (2) Лос-Анджелес (12–2)    | Сан-Франциско (5–9)      | Атланта (4–10)           | Нью-Орлінс (2–12)     |                   |
| - 1976: Експансійна команда, Сіетл Сігокс, приєдналася до дивізіону. |                            |                          |                          |                       |                   |
| Шаблон:Nfly | (3) Лос-Анджелес (10–3–1)  | Сан-Франциско (8–6)      | Атланта (4–10)           | Нью-Орлінс (4–10)     | Сіетл (2–12)      |
| - 1977: Сіетл Сігокс покинув дивізіон, щоб приєднатися до АФК після одного сезону у Західному дивізіоні Національної футбольної конференції, повернулася у 2002 році |                            |                          |                          |                       |                   |
| Шаблон:Nfly | (2) Лос-Анджелес (10–4)    | Атланта (7–7)            | Сан-Франциско (5–9)      | Нью-Орлінс (3–11)     |                   |
| Шаблон:Nfly | (1) Лос-Анджелес (12–4)    | (4) Атланта (9–7)        | Нью-Орлінс (7–9)         | Сан-Франциско (2–14)  |                   |
| Шаблон:Nfly | (3) Лос-Анджелес (9–7)     | Нью-Орлінс (8–8)         | Атланта (6–10)           | Сан-Франциско (2–14)  |                   |
| Шаблон:Nfly | (1) Атланта (12–4)         | (5) Лос-Анджелес (11–5)  | Сан-Франциско (6–10)     | Нью-Орлінс (1–15)     |                   |
| Шаблон:Nfly | (1) Сан-Франциско (13–3)   | Атланта (7–9)            | Лос-Анджелес (6–10)      | Нью-Орлінс (4–12)     |                   |
| Шаблон:Nfly^[c] | (5) Атланта (5–4)          | Нью-Орлінс (4–5)         | Сан-Франциско (3–6)      | Ремз (2–7)            |                   |
| Шаблон:Nfly | (2) Сан-Франциско (10–6)   | (5) Ремз (9–7)           | Нью-Орлінс (8–8)         | Атланта (7–9)         |                   |
| Шаблон:Nfly | (1) Сан-Франциско (15–1)   | (4) Ремз (10–6)          | Нью-Орлінс (7–9)         | Атланта (4–12)        |                   |
| Шаблон:Nfly | (2) Ремз (11–5)            | (5) Сан-Франциско (10–6) | Нью-Орлінс (5–11)        | Атланта (4–12)        |                   |
| Шаблон:Nfly | (3) Сан-Франциско (10–5–1) | (5) Ремз (10–6)          | Атланта (7–8–1)          | Нью-Орлінс (7–9)      |                   |
| Шаблон:Nfly | (1) Сан-Франциско (13–2)   | (4) Нью-Орлінс (12–3)    | Ремз (6–9)               | Атланта (3–12)        |                   |
| Шаблон:Nfly | (2) Сан-Франциско (10–6)   | (5) Ремз (10–6)          | Нью-Орлінс (10–6)        | Атланта (5–11)        |                   |
| Шаблон:Nfly | (1) Сан-Франциско (14–2)   | (5) Ремз (11–5)          | Нью-Орлінс (9–7)         | Атланта (3–13)        |                   |
| Шаблон:Nfly | (1) Сан-Франциско (14–2)   | (6) Нью-Орлінс (8–8)     | Ремз (5–11)              | Атланта (5–11)        |                   |
| Шаблон:Nfly | (3) Нью-Орлінс (11–5)      | (6) Атланта (10–6)       | Сан-Франциско (10–6)     | Ремз (3–13)           |                   |
| Шаблон:Nfly | (1) Сан-Франциско (14–2)   | (4) Нью-Орлінс (12–4)    | Атланта (6–10)           | Ремз (6–10)           |                   |
| Шаблон:Nfly | (2) Сан-Франциско (10–6)   | Нью-Орлінс (8–8)         | Атланта (6–10)           | Ремз (5–11)           |                   |
| Шаблон:Nfly | (1) Сан-Франциско (13–3)   | Нью-Орлінс (7–9)         | Атланта (7–9)            | Ремз (4–12)           |                   |
| - 1995: Лос-Анджелес Ремз переїхали до Сент-Луїса. Кароліна Пантерс долучилася як експансійна франшиза |                            |                          |                          |                       |                   |
| Шаблон:Nfly | (2) Сан-Франциско (11–5)   | (6) Атланта (9–7)        | Сент-Луїс (7–9)          | Кароліна (7–9)        | Нью-Орлінс (7–9)  |
| Шаблон:Nfly | (2) Кароліна (12–4)        | (4) Сан-Франциско (12–4) | Сент-Луїс (6–10)         | Атланта (3–13)        | Нью-Орлінс (3–13) |
| Шаблон:Nfly | (1) Сан-Франциско (13–3)   | Кароліна (7–9)           | Атланта (7–9)            | Нью-Орлінс (6–10)     | Сент-Луїс (5–11)  |
| Шаблон:Nfly | (2) Атланта (14–2)         | (4) Сан-Франциско (12–4) | Нью-Орлінс (6–10)        | Кароліна (4–12)       | Сент-Луїс (4–12)  |
| Шаблон:Nfly | (1) Сент-Луїс (13–3)       | Кароліна (8–8)           | Атланта (5–11)           | Сан-Франциско (4–12)  | Нью-Орлінс (3–13) |
| Шаблон:Nfly | (3) Нью-Орлінс (10–6)      | (6) Сент-Луїс (10–6)     | Кароліна (7–9)           | Сан-Франциско (6–10)  | Атланта (4–12)    |
| Шаблон:Nfly | (1) Сент-Луїс (14–2)       | (5) Сан-Франциско (12–4) | Нью-Орлінс (7–9)         | Атланта (7–9)         | Кароліна (1–15)   |
| - 2002: Західний дивізіон відтепер містить 4 команди. Атланта Фалконс, Кароліна Пантерс і Нью-Орлінс Сейнтс перейшли до новоствореного південного дивізіону НФК. Аризона Кардиналс приєдналася зі східного дивізіону, а Сіетл Сігокс повернувся з Американської конференції після покидання дивізіону у 1977 році. |                            |                          |                          |                       |                   |
| Шаблон:Nfly | (4) Сан-Франциско (10–6)   | Сент-Луїс (7–9)          | Сіетл (7–9)              | Аризона (5–11)        |                   |
| Шаблон:Nfly | (2) Сент-Луїс (12–4)       | (5) Сіетл (10–6)         | Сан-Франциско (7–9)      | Аризона (4–12)        |                   |
| Шаблон:Nfly | (4) Сіетл (9–7)            | (5) Сент-Луїс (8–8)      | Аризона (6–10)           | Сан-Франциско (2–14)  |                   |
| Шаблон:Nfly | (1) Сіетл (13–3)           | Сент-Луїс (6–10)         | Аризона (5–11)           | Сан-Франциско (4–12)  |                   |
| Шаблон:Nfly | (4) Сіетл (9–7)            | Сент-Луїс (8–8)          | Сан-Франциско (7–9)      | Аризона (5–11)        |                   |
| Шаблон:Nfly | (3) Сіетл (10–6)           | Аризона (8–8)            | Сан-Франциско (5–11)     | Сент-Луїс (3–13)      |                   |
| Шаблон:Nfly | (4) Аризона (9–7)          | Сан-Франциско (7–9)      | Сіетл (4–12)             | Сент-Луїс (2–14)      |                   |
| Шаблон:Nfly | (4) Аризона (10–6)         | Сан-Франциско (8–8)      | Сіетл (5–11)             | Сент-Луїс (1–15)      |                   |
| Шаблон:Nfly | (4) Сіетл (7–9)            | Сент-Луїс (7–9)          | Сан-Франциско (6–10)     | Аризона (5–11)        |                   |
| Шаблон:Nfly | (2) Сан-Франциско (13–3)   | Аризона (8–8)            | Сіетл (7–9)              | Сент-Луїс (2–14)      |                   |
| Шаблон:Nfly | (2) Сан-Франциско (11–4–1) | (5) Сіетл (11–5)         | Сент-Луїс (7–8–1)        | Аризона (5–11)        |                   |
| Шаблон:Nfly | (1) Сіетл (13–3)           | (5) Сан-Франциско (12–4) | Аризона (10–6)           | Сент-Луїс (7–9)       |                   |
| Шаблон:Nfly | (1) Сіетл (12–4)           | (5) Аризона (11–5)       | Сан-Франциско (8–8)      | Сент-Луїс (6–10)      |                   |
| Шаблон:Nfly | (2) Аризона (13–3)         | (6) Сіетл (10–6)         | Сент-Луїс (7–9)          | Сан-Франциско (5–11)  |                   |
| - 2016: Сент-Луїс Ремз повернулися до Лос-Анджелеса після 21 сезону, щоб знову стати Лос-Анджелес Ремз. |                            |                          |                          |                       |                   |
| Шаблон:Nfly | (3) Сіетл (10–5–1)         | Аризона (7–8–1)          | Сан-Франциско (2–14)     |                       |                   |
| Шаблон:Nfly | (3) Ремз (11–5)            | Сіетл (9–7)              | Аризона (8–8)            | Сан-Франциско (6–10)  |                   |
| Шаблон:Nfly | (2) Ремз (13–3)            | (5) Сіетл (10–6)         | Сан-Франциско (4–12)     | Аризона (3–13)        |                   |
| Шаблон:Nfly | (1) Сан-Франциско (13–3)   | (5) Сіетл (11–5)         | Ремз (9–7)               | Аризона (5–10–1)      |                   |
| Шаблон:Nfly | (3) Сіетл (12–4)           | (6) Ремз (10–6)          | Аризона (8–8)            | Сан-Франциско (6–10)  |                   |
| Шаблон:Nfly | (4) Ремз (12–5)            | (5) Аризона (11–6)       | (6) Сан-Франциско (10–7) | Сіетл (7–10)          |                   |
| Шаблон:Nfly | (2) Сан-Франциско (13–4)   | (7) Сіетл (9–8)          | Ремз (5–12)              | Аризона (4–13)        |                   |

Помітки та тайбрекери
- a  Лос-Анджелес виграв Узбережний дивізіон за рахунок кращої різниці очок у очних матчах (24) проти Балтимора. У Жовтні Ремз та Колтс зіграли внічию в Балтиморі 24-24, після цього Ремз перемогли 34-10 у фінальній грі сезону на домашній арені. За сучасною методикою результат був би аналогічним – в першу чергу впливають особисті зустрічі (Лос-Анджелес виграв серію 1-0-1)
- b  Балтимор Колтс стали чемпіонами НФЛ, але програли Супер Боул III Нью-Йорк Джетс з АФЛ.
- c  Через страйк гравців, сезон ліги 1982 скоротився і команди грали за поділом на конференції. Результати базуються на умовній приналежності команд до дивізіону.

## Суперництва
- Фортинайнерс-Кардиналс
- Фортинайнерс-Ремз
- Фортинайнерс-Сігокс
- Ремз-Сігокс
- Ремз-Сейнтс (до 2002)
- Кардиналс-Ремз
- Кардиналс-Сейнтс

### Фанати
- Вірні 49м – Фани Фортинайнерс
- Моб Сквод – Фани Ремз
- Дванадцята особа – Фани Сігокс
- Червоне море – Фани Кардиналз

## Участь у плей-офф команд Узбережного та НФК-Захід дивізіонів
(1967–2022)
| Команда                             | Чемпіони ивізіону | Участь у плей-офф | Вихід до Супер Боулу | Перемоги у Супер Боулі |
| ----------------------------------- | ----------------- | ----------------- | -------------------- | ---------------------- |
| Сан-Франциско Фортинайнерс1         | 21 (5)            | 26 (7)            | 7 (2)                | 5 (0)                  |
| Сент-Луїс/Лос-Анджелес Ремз1        | 16 (4)            | 24 (6)            | 5 (2)                | 2 (1)                  |
| Сіетл Сігокс2                       | 9                 | 14                | 3                    | 1                      |
| Сент-Луїс/Фінікс/Аризона Кардиналс2 | 3                 | 5                 | 1                    | 0                      |
| атланта Фалконс2                    | 2                 | 6                 | 1                    | 0                      |
| Нью-Орлінс Сейнтс2                  | 2                 | 5                 | 0                    | 0                      |
| Балтимор Колтс2                     | 1                 | 1                 | 1                    | 0                      |
| Кароліна Пантерс2                   | 1                 | 1                 | 0                    | 0                      |

1У дужках цифри після переналаштування дивізіону
2Ці числа відносяться до Сігокс, Фалконс, Кардиналс, Колтс та Пантерс як членів дивізіону НФК-Захід